# Natty Dread
A Natty Dread egy 1974-es reggae-album a Bob Marley & the Wailerstől. Ez volt az első album, mely a Bob Marley & the Wailers együttes nevén jelent meg, továbbá az első, amelyen nem játszanak Peter Tosh és Bunny Wailer alapító tagok. Ezen az albumon szerepel először az I Threes női énekes trió.
A Natty Dread a 44. helyig jutott a Billboard Black Albums listán, és a 92.-ig a Billboard 200-on. Szerepel az 1001 lemez, amit hallanod kell, mielőtt meghalsz című könyvben.

## Az album dalai
| 1. | Lively Up Yourself                | Bob Marley                    | 5:29 |
| 2. | No Woman, No Cry                  | Vincent Ford                  | 4:06 |
| 3. | Them Belly Full (But We Hungry)   | Lecon Cogill, Carlton Barrett | 3:10 |
| 4. | Rebel Music (3 O'Clock Roadblock) | Aston Barrett, Hugh Peart     | 6:40 |

| 1. | So Jah Seh    | Rita Marley, Willy Francisco | 4:25 |
| 2. | Natty Dread   | Rita Marley, Alan Cole       | 3:33 |
| 3. | Bend Down Low | Bob Marley                   | 3:10 |
| 4. | Talkin' Blues | Lecon Cogill, Carlton Barret | 4:06 |
| 5. | Revolution    | Bob Marley                   | 4:20 |

| 1. | Am-A-Do | Bob Marley | 3:20 |

## Közreműködők
- Bob Marley – ének, ritmusgitár
- Aston Barrett – basszusgitár
- Carlton Barrett – dob, ütőhangszerek
- Bernard "Touter" Harvey – zongora, orgona
- Al Anderson – szólógitár
- The I-Threes (Rita Marley, Judy Mowatt, Marcia Griffiths) – háttérvokál

### Produkció
- Sylvan Morris – hangmérnök
- Phil Ault – hangmérnök
- Chris Blackwell – producer
- The Wailers – producerek
- Tony Wright – borítóterv

## Külső hivatkozások
- https://web.archive.org/web/20070915082251/http://www.roots-archives.com/release/126